# St. Marien (Götzenhain)

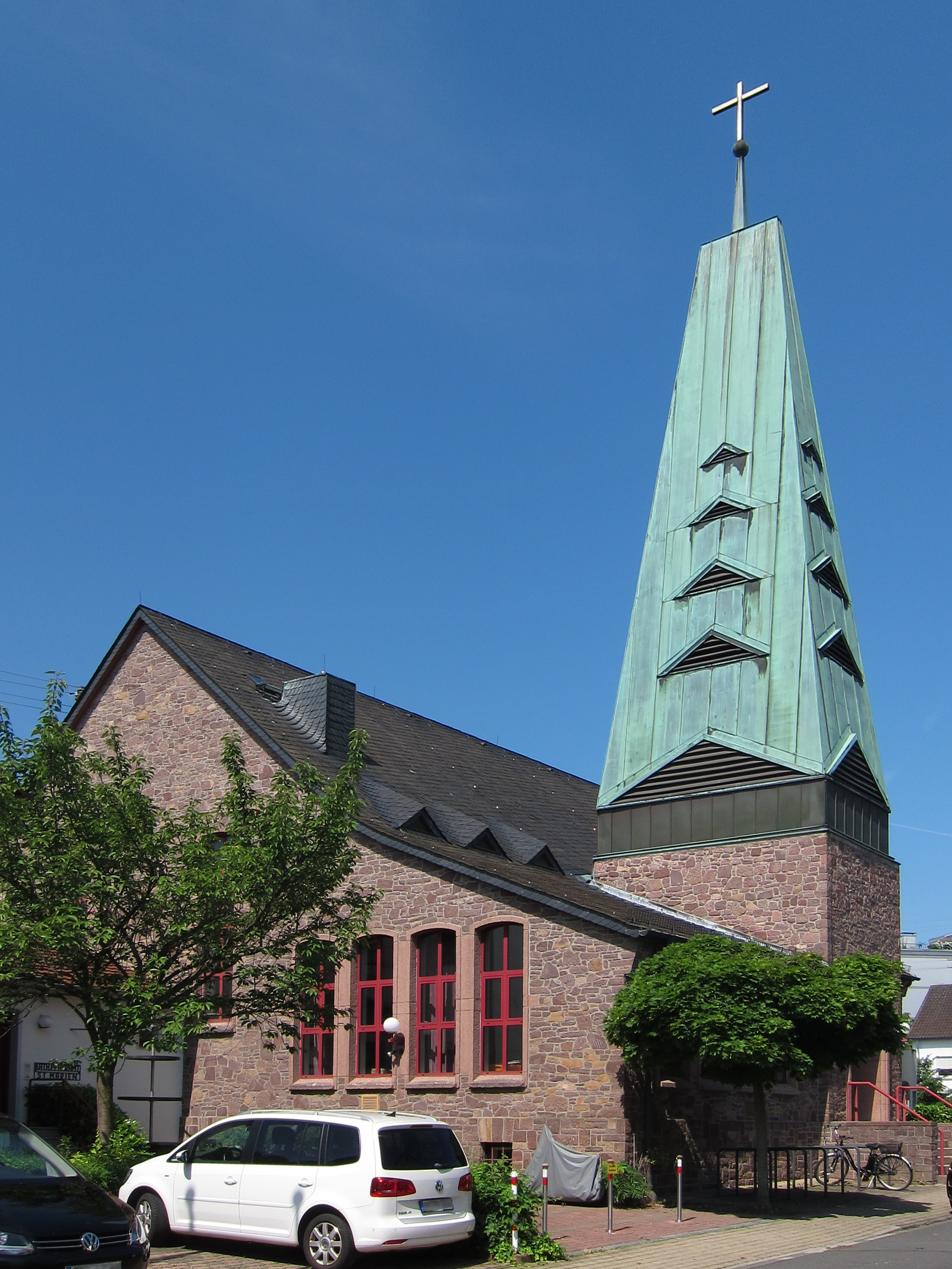
Die katholische Pfarrkirche St. Marien in Götzenhain, erbaut 1950–1951

Die römisch-katholische Pfarrkirche St. Marien ist ein im Stil der Moderne errichtetes Kirchengebäude im Dreieicher Stadtteil Götzenhain in Südhessen. Die Pfarrgemeinde St. Marien, welche die Katholiken der südlichen Stadtteile Dreieichs (d. h. Dreieichenhain, Götzenhain und Offenthal) seelsorgerisch betreut, gehört zum Pastoralraum Dreieich-Neu-Isenburg der Region Mainlinie im Bistum Mainz.

## Geschichte

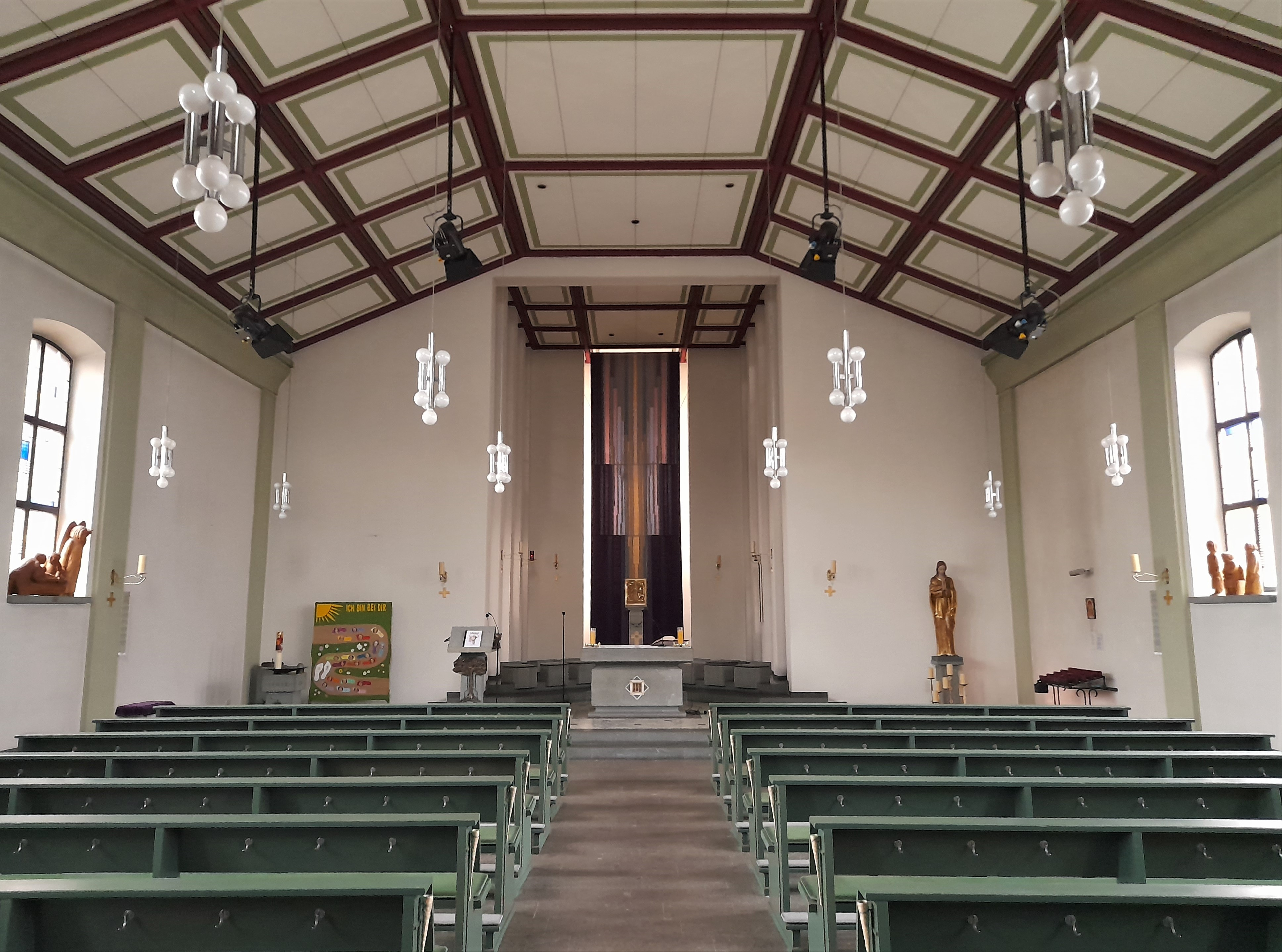
Innenraumansicht während der österlichen Fastenzeit

Nach Ende des Zweiten Weltkriegs verzeichnete Götzenhain aufgrund des Zuzugs vieler überwiegend katholischer Heimatvertriebener aus dem Sudetenland ein starkes Bevölkerungswachstum. Damit einhergehend nahm auch der Katholikenanteil im zuvor fast ausschließlich protestantischen Ort deutlich zu, in dem es seinerzeit noch kein katholisches Kirchengebäude gab. Um die vielen Neubürger vor Ort seelsorgerisch betreuen zu können, wurden schon kurz nach Kriegsende Planungen für den Bau eines neuen Gotteshauses angestoßen, die 1949 abgeschlossen werden konnten. Ein Jahr später wurde der Grundstein für den Kirchenneubau gelegt, der bis 1951 nach Plänen des Architekten Helmut Bilek weitestgehend in Eigenhilfe fertiggestellt wurde. Am 9. Dezember 1951 wurde die neue Kirche geweiht und dem Patrozinium der Gottesmutter Maria unterstellt.
2013 wurden umfassende Renovierungsarbeiten im Innenraum der Kirche vorgenommen, bei denen u. a. die Bodenplatten ausgetauscht wurden und eine neue Heizungsanlage installiert wurde.

## Orgel

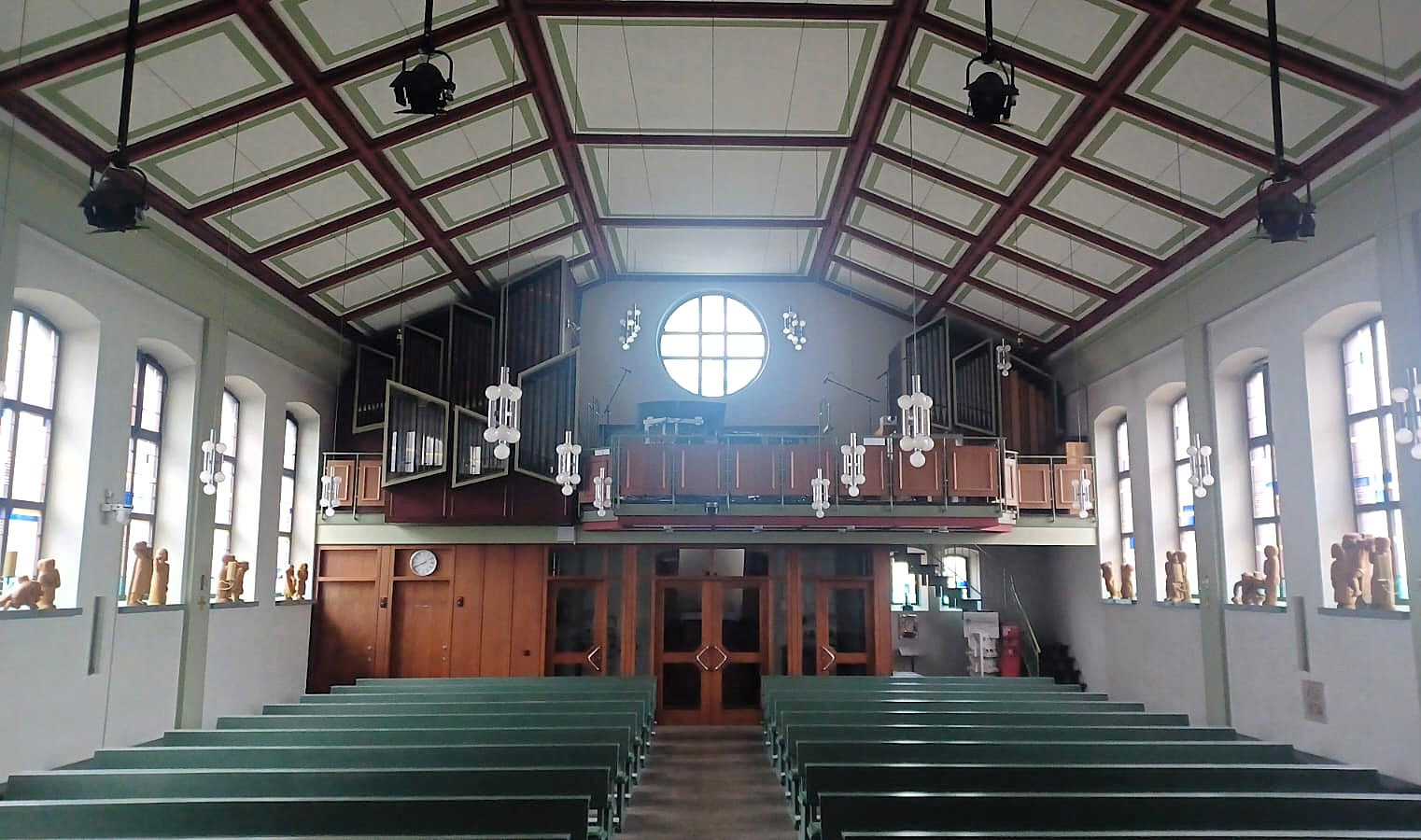
Blick zur Empore mit der Kemper-Orgel von 1968, durch Mayer 1981 erweitert

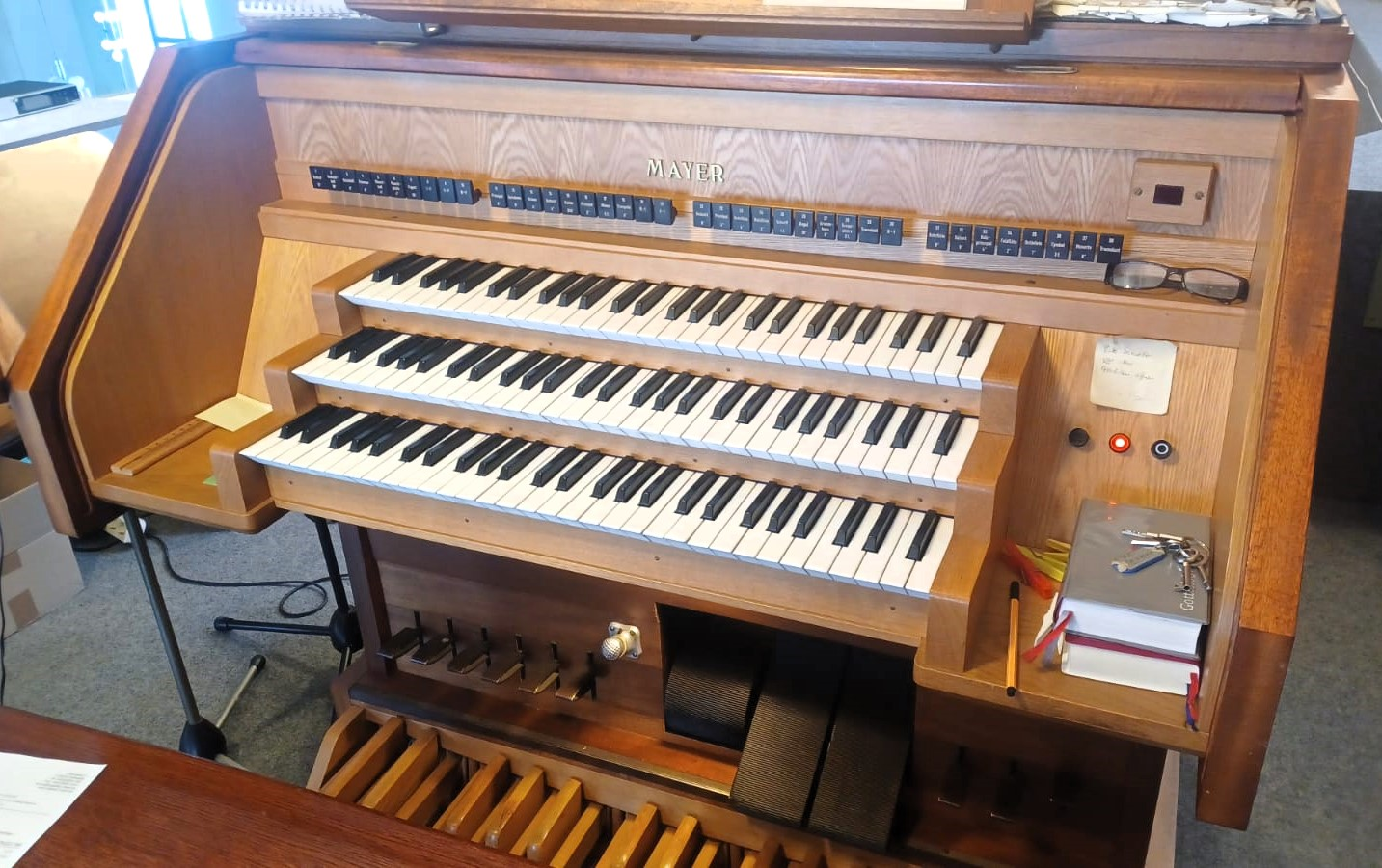
Spieltisch der von Hugo Mayer Orgelbau erweiterten Kemper-Orgel

Die Orgel von St. Marien wurde 1968 von der Orgelbaufirma Emanuel Kemper & Sohn in Lübeck gefertigt. 1981 folgte eine Erweiterung des Instruments durch Hugo Mayer Orgelbau, in deren Zuge ein drittes Manualwerk ergänzt, ein neuer Spieltisch gebaut sowie das Pedal um die Register Gedacktbaß 16′ und Pommer 8′ auf einer Einzeltonlade erweitert wurde. Die Orgel verfügt heute über 30 Register, verteilt auf drei Manuale und Pedal. Die Disposition lautet:
| I Hauptwerk C–g3 |           |       |
| 1.               | Principal | 08′   |
| 2.               | Gemshorn  | 08′   |
| 3.               | Octave    | 04′   |
| 4.               | Gedackt   | 04′   |
| 5.               | Quinte    | 2 ⁄3′ |
| 6.               | Principal | 02′   |
| 7.               | Mixtur V  | 04′   |
| 8.               | Trompete  | 04′   |

| II Schwellpositiv C–g3 |                 |     |
| 9.                     | Gedackt         | 08′ |
| 10.                    | Principal       | 04′ |
| 11.                    | Rohrflöte       | 04′ |
| 12.                    | Waldflöte       | 02′ |
| 13.                    | Sesquialtera II |     |
| 14.                    | Scharff IV      |     |
| 15.                    | Regal           | 16′ |
| 16.                    | Krummhorn       | 08′ |
|                        | Tremulant       |     |

| III Positiv C–g3 |               |     |
| 17.              | Rohrflöte     | 08′ |
| 18.              | Salicet       | 08′ |
| 19.              | Holzprincipal | 04′ |
| 20.              | Feldflöte     | 02′ |
| 21.              | Octävlein     | 01′ |
| 22.              | Cymbel III    |     |
| 23.              | Musette       | 08′ |
|                  | Tremulant     |     |

| Pedal C–f1 |              |     |
| 24.        | Subbaß       | 16′ |
| 25.        | Gedacktbaß   | 16′ |
| 26.        | Octavbaß     | 08′ |
| 27.        | Pommer       | 08′ |
| 28.        | Choralbaß    | 04′ |
| 29.        | Rauschpfeife | 04′ |
| 30.        | Fagott       | 16′ |

- Koppeln: II/I, III/I, III/II, I/P, II/P, III/P
- Spielhilfen: 5 mechanische Setzerkombinationen, Tutti, Crescendowalze